# USA:s ambassadör i Finland
USA:s ambassadör i Finland (engelska: Ambassador of the United States to Finland, finska: Yhdysvaltain Suomen-suurlähettiläs) är chef för USA:s diplomatiska beskickning i Republiken Finland. Beskickningschefens titel var minister fram till hösten 1954, varefter titeln ambassadör togs i bruk. Före 1922 fanns det bara en chargé d'affaires på plats. Under andra världskriget bröts relationerna mellan USA och Finland och återupptogs vid krigsslutet.

## Ämbetsinnehavare
Nedanstående lista är en kronologisk förteckning över de som innehaft befattningen:
| Nr | Bild | Namn                                      | Period    | Typ av utnämning   |
| -- | ---- | ----------------------------------------- | --------- | ------------------ |
| 1  |      | Alexander R. Magruder (chargé d'affaires) | 1920–1922 | karriärdiplomat    |
| 2  |      | Charles L. Kagey (minister)               | 1922–1925 | politisk utnämning |
| 3  |      | Alfred J. Pearson (minister)              | 1925–1930 | politisk utnämning |
| 4  |      | Edward E. Brodie (minister)               | 1930–1933 | politisk utnämning |
| 5  |      | Edward Albright (minister)                | 1933–1937 | politisk utnämning |
| 6  |      | H.F. Arthur Schoenfeld (minister)         | 1937–1942 | karriärdiplomat    |
| 7  |      | Maxwell M. Hamilton (minister)            | 1946–1947 | karriärdiplomat    |
| 8  |      | Avra M. Warren (minister)                 | 1948–1950 | karriärdiplomat    |
| 9  |      | John Moors Cabot (minister)               | 1950–1952 | karriärdiplomat    |
| 10 |      | Jack K. McFall (minister 1952–1954)       | 1952–1955 | karriärdiplomat    |
| 11 |      | John D. Hickerson                         | 1955–1959 | karriärdiplomat    |
| 12 |      | Edson O. Sessions                         | 1959–1960 | politisk utnämning |
| 13 |      | Bernard Gufler                            | 1961–1963 | karriärdiplomat    |
| 14 |      | Carl Rowan                                | 1963–1964 | politisk utnämning |
| 15 |      | Tyler Thompson                            | 1964–1969 | karriärdiplomat    |
| 16 |      | Val Peterson                              | 1969–1973 | politisk utnämning |
| 17 |      | V. John Krehbiel                          | 1973–1975 | politisk utnämning |
| 18 |      | Mark Evans Austad                         | 1975–1977 | politisk utnämning |
| 19 |      | Rozanne L. Ridgway                        | 1977–1980 | karriärdiplomat    |
| 20 |      | James Goodby                              | 1980–1981 | karriärdiplomat    |
| 21 |      | Keith Foote Nyborg                        | 1981–1986 | politisk utnämning |
| 22 |      | Rockwell A. Schnabel                      | 1986–1989 | politisk utnämning |
| 23 |      | John Giffen Weinmann                      | 1989–1991 | politisk utnämning |
| 24 |      | John Hubert Kelly                         | 1991–1994 | karriärdiplomat    |
| 25 |      | Derek Shearer                             | 1994–1997 | politisk utnämning |
| 26 |      | Eric S. Edelman                           | 1998–2001 | karriärdiplomat    |
| 27 |      | Bonnie McElveen-Hunter                    | 2001–2003 | politisk utnämning |
| 28 |      | Earle I. Mack                             | 2004–2005 | politisk utnämning |
| 29 |      | Marilyn Ware                              | 2006–2008 | politisk utnämning |
| 30 |      | Barbara Barrett                           | 2008–2009 | politisk utnämning |
| 31 |      | Bruce J. Oreck                            | 2009–2015 | politisk utnämning |
| 32 |      | Charles C. Adams                          | 2015–2017 | politisk utnämning |
| 33 |      | Robert Pence                              | 2018–2021 | politisk utnämning |
| 34 |      | Doug Hickey                               | 2022–     | politisk utnämning |